# Auzoue
L'Auzoue est une rivière du Sud-Ouest de la France, sous-affluent de la Garonne par la Gélise.

## Géographie
De 74,2 km de longueur, l'Auzoue prend sa source dans les coteaux près de Bassoues dans le Gers puis se jette dans la Gélise à Mézin (Lot-et-Garonne).

### Départements et communes traversés
- Gers : Mascaras, Bassoues, Gazax-et-Baccarisse, Peyrusse-Grande, Cazaux-d'Anglès, Lupiac, Belmont, Préneron, Castillon-Debats, Vic-Fezensac, Lannepax, Courrensan, Gondrin, Lagraulet-du-Gers, Montréal, Fourcès ;
- Lot-et-Garonne : Lannes, Mézin.

## Principaux affluents
- Ruisseau de Lacoste : 4,2 km
- le Sanipon : 9,1 km
- Ruisseau de l'Étang : 4 km
- Ruisseau de Barranque : 4,6 km
- Ruisseau de Tonnetau : 4,9 km
- Ruisseau de Répassat : 6,5 km
- Ruisseau de Larluzen : 10 km

## Aménagements et écologie
À Villeneuve-de-Mézin une retenue d’eau, œuvre de la Compagnie d'aménagement des coteaux de Gascogne, d’une superficie de près de 20 hectares et capable de retenir près de 800 000 m3 d’eau, a été construite en 1991 pour régulariser la rivière dont le cours déploie ses méandres au fond de la vallée et permettre l’irrigation de centaines d’hectares, ainsi que la planche à voile et le pédalo.